# Костичкин, Павел Викторович
Павел Викторович Костичкин (род. 9 ноября 1968, Москва) — советский и российский хоккеист, нападающий. Мастер спорта СССР международного класса. Тренер.

## Биография
Воспитанник СДЮШОР ЦСКА (1978—1985). Играл за ЦСКА (1985/86 — 1991/92) и «ЦСКА-2» (1991/92). На драфте НХЛ 1988 года был выбран в 10-м раунде под общим 199-м номером клубом «Виннипег Джетс». В сезоне 1992/93 играл за фарм-клуб «Виннипега» «Монктон Хокс» в AHL. Выступал в Дании за клубы «Рунгстед» / «Рунгстед Кобрас» (1993/94 — 1996/97, 1998/99 — 1999/2000) и «Рёдовре» (2000/01 — 2001/02). Играл за команды «Киекко-Эспоо» (1997/98, Финляндия), «Химик» Воскресенск (1998/99, 2002/03, Россия), «Сеттекверче» (2002/03, Италия), «Гомель» (2004/05, Белоруссия).
Участник матчей ЦСКА с «Калгари Флэймз» (1989, 2:1), «Монреаль Канадиенс» (1990, 3:2), клубами НХЛ (1988/1989, 1989/1990).
Окончил ГЦОЛИФК (1985—1990).
Тренер юношеских команд 1991 года рождения в московских клубах «Вастомъ» (2004/05) и «Спартак» (2005/06). Тренер в клубах «ЦСКА-2» (2006/07), «Металлург» Новокузнецк (2007/08), «Гомель» (2007/08). Видео-тренер в ЦСКА (2008/09), сборной России (2008/09 — 2010/11), «Салавате Юлаеве» (2009/10 — 2010/11). Тренер-методист в клубах ЦСКА (2013/14), «Сочи» (2015/16), «Авангард» (2017/18). Тренер в «Тракторе» (2018/19, до 15 октября), в «Нефтехимике» (2018/19 — 2021/22). Скаут (2021/22) и координатор скаутинга (2022/23) в «Нефтехимике».
Сын Николай также хоккеист.

## Достижения
Игрок:
- Пятикратный чемпион СССР
- Трехкратный обладатель Кубка европейских чемпионов
- Серебряный призёр молодежного чемпионата мира (1988)

Тренер:
- Обладатель Кубка Гагарина (2011, «Салавата Юлаев»)
- Обладатель золотых медалей чемпионата мира (2009)
- Серебряный призер чемпионата мира (2010)[1]